# San Lucas (Chiapas)
San Lucas è un comune del Messico, situato nello stato di Chiapas.